# Torment (film, 1924)
Pour les articles homonymes, voir Torment.
Pour plus de détails, voir Fiche technique et Distribution.
Torment est un film muet américain de Maurice Tourneur, sorti en 1924.

## Synopsis
Le comte Boris a fui la Russie pendant la Révolution avec les joyaux de la couronne, dans le but de les revendre et aider ses compatriotes affamés avec l'argent obtenu. Des escrocs internationaux, Carstock, Hansen et Fogarty, désirent s'emparer des bijoux pour les revendre à Hammond, un millionnaire. Les joyaux ayant été envoyés à Yokohama par Boris, ils s'y rendent, mais Hansen rencontre une jeune femme, Marie, pendant le voyage et décide de changer de vie. Alors qu'ils se trouvent tous dans la chambre forte où sont stockés les bijoux, un tremblement de terre intervient qui les bloque à l'intérieur pour plusieurs jours. Boris meurt, Hansen prend les bijoux et promet de les utiliser à bon escient. Il est sauvé avec Marie et ils vont se marier. 

## Fiche technique
- Titre original : Torment
- Réalisation : Maurice Tourneur
- Scénario : Fred Myton, d'après une histoire de William Dudley Pelley. Intertitres de Marion Fairfax
- Décors : Jack Okey
- Photographie : Arthur L. Todd
- Montage : Frank Lawrence
- Production : Maurice Tourneur
- Société(s) de production : Maurice Tourneur Productions
- Société(s) de distribution : Associated First National Pictures
- Pays de production :  États-Unis
- Langue originale : anglais
- Format : noir et blanc — 35 mm — 1,37:1 — Muet
- Genre : drame
- Durée : 60 minutes
- Date de sortie :
  - États-Unis : 25 février 1924

## Distribution
- Owen Moore : Jimmy Hansen
- Bessie Love : Marie
- Jean Hersholt : comte Boris
- Joseph Kilgour : Charles G. Hammond
- Maude George : Mme Hammond
- Morgan Wallace : Jules Carstock
- George Cooper : Chick Fogarty

## Autour du film
- Maurice Tourneur a utilisé dans son film des images tournées lors du tremblement de terre de 1923, qui a dévasté en partie Yokohama[1].